# مدینه ایر
مدینه ایر (به انگلیسی: Madina Air) یک شرکت هواپیمایی است که در تاریخ ۲۰۰۹ میلادی تأسیس شده‌است. دفتر مرکزی مدینه ایر در طرابلس، لیبی واقع شده‌است و قطب این شرکت هواپیمایی در فرودگاه بین‌المللی طرابلس قرار دارد.